# Herminio Boira
Herminio Boira Tortajada (n. 1943) es un botánico español.
Se ha especializado en la vegetación costera valenciana. Desarrolla actividades académicas en el Departamento de Biología Vegetal-Botánica, de la Universidad Politécnica de Valencia, y como profesor de botánica en la Escuela Técnica Superior de Ingenieros Agronómos de Valencia.

## Algunas publicaciones
- 1991. Islas Columbretes: Contribución al estudio de su medio natural. Con José Luis Carretero. 2ª edición de Generalitat Valenciana, Consell. D'Obres Publiques, Urbanisme i Transports, 520 pp. ISBN 8478903518

- 1989. Flora y vegetación de la Albufera de Valencia: Bases para su recuperación. IAM investigación 16. Con José Luis Carretero. Ed. Alfons el Magnànim, Institució Valenciana d'Estudis i Investigació, 83 pp. ISBN 8478229655

- 1987. La vegetación de la Albufera de Valencia y sus bioindicadores: Lección magistral leída en la apertura del curso 1987/1988. Editor Fundación Univ. San Pablo CEU (Valencia). 50 pp. ISBN 8460051749

- 1981. La vegetación costera valenciana, los saladares. Con Manuel Costa. Editor Rueda, 244 pp.

- La abreviatura «Boira» se emplea para indicar a Herminio Boira como autoridad en la descripción y clasificación científica de los vegetales.[2]